# Listă de filme de aventură din anii 1990
Aceasta este o listă de filme de aventură din anii 1990:
| 1990                                               |                                         |                                                                 | |                                          |
| Les 1001 Nuits                                     | Philippe de Broca                       | Catherine Zeta-Jones, Thierry Lhermitte, Gérard Jugnot          | Franța | Fantasy adventure                        |
| Bullet in the Head                                 | John Woo                                | Jacky Cheung, Waise Lee, Simon Yam                              | Hong Kong | War adventure                            |
| A Chinese Ghost Story II                           | Ching Siu Tung                          | Leslie Cheung, Joey Wong, Michelle Reis                         | Hong Kong | Fantasy adventure                        |
| Dreams                                             | Akira Kurosawa                          | Akira Terao, Martin Scorsese, Mitsunori Isaki, Chishu Ryu       | Japonia · Statele Unite ale Americii                                                                             | Fantasy adventure                        |
| Mountains of the Moon                              | Bob Rafelson                            | Patrick Bergin, Iain Glen, Richard E. Grant                     | Statele Unite ale Americii                                                                                       | Adventure drama                          |
| The Rescuers Down Under                            | Hendel Butoy, Mike Gabriel              |                                                                 | Statele Unite ale Americii                                                                                       | Animated Film, Fantasy adventure         |
| Saga of the Phoenix                                |                                         | Yuen Biao                                                       | Hong Kong | Fantasy adventure                        |
| Total Recall                                       | Paul Verhoeven                          | Arnold Schwarzenegger, Rachel Ticotin, Sharon Stone             | Statele Unite ale Americii                                                                                       | Space adventure                          |
| 1991                                               |                                         |                                                                 | |                                          |
| An American Tail: Fievel Goes West                 | Phil Nibbelink, Simon Wells             |                                                                 | Statele Unite ale Americii                                                                                       | Animated Film, Family-oriented adventure |
| Armour of God II: Operation Condor                 | Jackie Chan                             | Jackie Chan, Carol Cheng, Eva Cobo                              | Hong Kong | Adventure comedy                         |
| A Chinese Ghost Story 3                            | Ching Siu Tung                          | Joey Wong, Jacky Cheung                                         | Hong Kong | Fantasy adventure                        |
| Black Robe                                         | Bruce Beresford                         | Joey Wong, Jacky Cheung                                         | Canada · Australia                                                                                               | Adventure drama                          |
| City Slickers                                      | Ron Underwood                           | Billy Crystal, Daniel Stern, Bruno Kirby                        | Statele Unite ale Americii                                                                                       | Adventure comedy                         |
| Highlander II: The Quickening                      | Russell Mulcahy                         | Christopher Lambert, Sean Connery, Virginia Madsen              | Regatul Unit al Marii Britanii și al Irlandei de Nord · Statele Unite ale Americii                               | Fantasy adventure                        |
| Hook                                               | Steven Spielberg                        | Robin Williams, Dustin Hoffman, Julia Roberts                   | Statele Unite ale Americii                                                                                       | Fantasy adventure                        |
| The NeverEnding Story II: The Next Chapter         | George Miller                           | Jonathan Brandis, Kenny Morrison, Clarissa Burt                 | Statele Unite ale Americii · Germania                                                                            | Fantasy adventure                        |
| Once Upon a Time in China                          | Tsui Hark                               | Jet Li, Yuen Biao, Jacky Cheung                                 | Hong Kong | [ 17 ]                                   |
| Return to the Blue Lagoon                          | William A. Graham                       | Milla Jovovich, Brian Krause, Lisa Pelikan                      | Statele Unite ale Americii                                                                                       | Adventure drama                          |
| Robin Hood: Prince of Thieves                      | Kevin Reynolds                          | Kevin Costner, Morgan Freeman, Mary Elizabeth Mastrantonio      | Statele Unite ale Americii                                                                                       | [ 19 ]                                   |
| Scream of Stone                                    | Werner Herzog                           | Vittorio Mezzogiorno, Mathilda May, Stefan Glowacz              | Canada · Germania · Franța                                                                                       | Adventure drama                          |
| Star Trek VI: The Undiscovered Country             | Nicholas Meyer                          | William Shatner, Leonard Nimoy, DeForest Kelley                 | Statele Unite ale Americii                                                                                       | Space adventure                          |
| La Totale!                                         | Claude Zidi                             | Thierry Lhermitte, Miou-Miou, Eddy Mitchell                     | Franța | Adventure comedy                         |
| White Fang                                         | Randal Kleiser                          | Klaus Maria Brandauer, Ethan Hawke, Seymour Cassel              | Statele Unite ale Americii                                                                                       | Family-oriented adventure                |
| 1992                                               |                                         |                                                                 | |                                          |
| 1492: Conquest of Paradise                         | Ridley Scott                            | Gérard Depardieu, Armand Assante, Sigourney Weaver              | Regatul Unit al Marii Britanii și al Irlandei de Nord · Spania · Franța                                          | Adventure drama                          |
| Adventures in Dinosaur City                        | Brett Thompson                          | Omri Katz, Tiffanie Poston                                      | Statele Unite ale Americii                                                                                       | Family-oriented adventure                |
| Aladdin                                            | Ron Clements, John Musker               |                                                                 | Statele Unite ale Americii                                                                                       | Animated Film, Fantasy adventure         |
| Christopher Columbus: The Discovery                | John Glen                               | Marlon Brando, Tom Selleck, Georges Corraface                   | Statele Unite ale Americii · Regatul Unit al Marii Britanii și al Irlandei de Nord · Spania                      | Adventure drama                          |
| K2                                                 | Franc Roddam                            | Michael Biehn, Matt Craven, Raymond J. Barry                    | Regatul Unit al Marii Britanii și al Irlandei de Nord                                                            | Adventure drama                          |
| The Last of the Mohicans                           | Michael Mann                            | Daniel Day-Lewis, Madeleine Stowe, Russell Means                | Statele Unite ale Americii                                                                                       | [ 29 ]                                   |
| New Dragon Gate Inn                                | Raymond Lee                             | Maggie Cheung, Brigitte Lin                                     | Hong Kong | Romantic adventure                       |
| Porco Rosso                                        | Hayao Miyazaki                          |                                                                 | Japonia | Fantasy adventure                        |
| Royal Tramp                                        | Corey Yuen, Gordon Chan                 | Cheung Man, Kenny Bee, Andy Lau                                 | Hong Kong | Adventure comedy                         |
| Royal Tramp 2                                      | Corey Yuen, Gordon Chan                 | Brigitte Lin, Stephen Chow                                      | Hong Kong | Adventure comedy                         |
| Wind                                               | Carroll Ballard                         | Matthew Modine, Jennifer Grey, Stellan Skarsgård                | Statele Unite ale Americii · Japonia                                                                             | Sea adventure                            |
| 1993                                               |                                         |                                                                 | |                                          |
| A Far Off Place                                    | Mikael Salomon                          | Reese Witherspoon, Ethan Randall, Jack Thompson                 | Regatul Unit al Marii Britanii și al Irlandei de Nord · Statele Unite ale Americii                               | Adventure drama                          |
| The Adventures of Huck Finn                        | Stephen Sommers                         | Elijah Wood, Courtney Vance, Dana Ivey                          | Statele Unite ale Americii                                                                                       | Family-oriented adventure                |
| Alive                                              | Frank Marshall                          | Ethan Hawke, Vincent Spano, Josh Hamilton                       | Statele Unite ale Americii                                                                                       | Adventure drama                          |
| The Bride With White Hair                          | Philip Kwok, Ronny Yu                   | Brigitte Lin, Leslie Cheung, Nam Kit-Ying                       | Hong Kong | Fantasy adventure                        |
| Fong Sai-yuk                                       | Corey Yuen                              | Jet Li, Adam Cheng, Josephine Siao Fong-fong                    | Hong Kong | Adventure comedy                         |
| Fong Sai-yuk II                                    | Corey Yuen                              | Jet Li, Sibelle Hu, Amy Kwok                                    | Hong Kong | Adventure comedy                         |
| Green Snake                                        | Tsui Hark                               | Maggie Cheung, Joey Wong, Zhao Wenzhuo                          | Hong Kong | Fantasy adventure                        |
| The Heroic Trio                                    | Johnny To                               | Maggie Cheung, Michelle Yeoh, Anita Mui                         | Hong Kong | Fantasy adventure                        |
| Homeward Bound: The Incredible Journey             | Duwayne Dunham                          | Robert Hays, Kim Greist, Jean Smart                             | Statele Unite ale Americii                                                                                       | Family-oriented adventure                |
| Huck and the King of Hearts                        | Michael Keusch                          | Chauncey Leopardi, Joe Piscopo, John Astin                      | Statele Unite ale Americii                                                                                       | Family-oriented adventure                |
| Into the West                                      | Mike Newell                             | Gabriel Byrne, Ellen Barkin, Ciaran Fitzgerald                  | Republica Irlanda · Regatul Unit al Marii Britanii și al Irlandei de Nord · Statele Unite ale Americii · Japonia | Family-oriented adventure                |
| Iron Monkey                                        | Yuen Woo Ping                           | Yu Rongguang, Donnie Yen, Jean Wang                             | Hong Kong | [ 46 ]                                   |
| Jurassic Park                                      | Steven Spielberg                        | Sam Neill, Laura Dern, Jeff Goldblum                            | Statele Unite ale Americii                                                                                       | Science fiction adventure                |
| Super Mario Bros.                                  | Annabel Jankel, Rocky Morton            | Bob Hoskins, John Leguizamo, Dennis Hopper                      | Statele Unite ale Americii                                                                                       | Fantasy adventure                        |
| The Three Musketeers                               | Stephen Herek                           | Charlie Sheen, Kiefer Sutherland, Chris O'Donnell, Oliver Platt | Statele Unite ale Americii                                                                                       | [ 49 ]                                   |
| 1994                                               |                                         |                                                                 | |                                          |
| Ashes of Time                                      | Wong Kar-wai                            | Brigitte Lin, Leslie Cheung, Maggie Cheung                      | Hong Kong | [ 50 ]                                   |
| City Slickers II: The Legend of Curly's Gold       | Paul Weiland                            | Billy Crystal, Daniel Stern, Jon Lovitz                         | Statele Unite ale Americii                                                                                       | Adventure comedy                         |
| Iron Will                                          | Charles Haid                            | MacKenzie Astin, Kevin Spacey, David Ogden Stiers               | Statele Unite ale Americii                                                                                       | Adventure drama                          |
| Lassie                                             | Daniel Petrie                           | Tom Guiry, Helen Slater, Jon Tenney                             | Statele Unite ale Americii                                                                                       | Family-oriented adventure                |
| The Lion King                                      | Roger Allers, Rob Minkoff               | James Earl Jones, Matthew Broderick, Moira Kelly                | Statele Unite ale Americii                                                                                       | Animated film, Family-oriented adventure |
| Little Indian, Big City                            | Hervé Palud                             | Thierry Lhermitte, Patrick Timsit, Ludwig Briand                | Franța | Adventure comedy                         |
| The Pagemaster                                     | Joe Johnston                            | Macaulay Culkin, Ed Begley, Jr., Mel Harris                     | Statele Unite ale Americii                                                                                       | [ 56 ]                                   |
| The Secret of Roan Inish                           | John Sayles                             | Mick Lally, Eileen Colgan, John Lynch                           | Statele Unite ale Americii                                                                                       | Adventure drama                          |
| Rudyard Kipling's The Jungle Book                  | Stephen Sommers                         | Jason Scott Lee, Sam Neill, Heather Leadley                     | Statele Unite ale Americii                                                                                       | Adventure drama                          |
| Squanto: A Warrior's Tale                          | Xavier Koller                           | Adam Beach, Irene Bedard, Eric Schweig                          | Statele Unite ale Americii                                                                                       | Historical Film                          |
| Stargate                                           | Roland Emmerich                         | Kurt Russell, James Spader, Jaye Davidson                       | Statele Unite ale Americii                                                                                       | Science fiction adventure                |
| Star Trek Generations                              | David Carson                            | Patrick Stewart, William Shatner, Malcolm McDowell              | Statele Unite ale Americii                                                                                       | Space adventure                          |
| Revenge of the Musketeers                          | Bertrand Tavernier                      | Sophie Marceau, Philippe Noiret, Claude Rich                    | Franța | [ 62 ]                                   |
| White Fang 2: Myth of the White Wolf               | Ken Olin                                | Ethan Hawke, Scott Bairstow                                     | Statele Unite ale Americii                                                                                       | Family-oriented adventure                |
| 1995                                               |                                         |                                                                 | |                                          |
| The Amazing Panda Adventure                        | Christopher Cain                        | Stephen Lang, Ryan Slater                                       | Statele Unite ale Americii                                                                                       | Family-oriented adventure                |
| Balto                                              | Simon Wells                             |                                                                 | Statele Unite ale Americii                                                                                       | Family-oriented adventure                |
| The City of Lost Children                          | Marc Caro, Jean-Pierre Jeunet           | Ron Perlman, Daniel Emilfork, Judith Vittet                     | Franța · Germania · Spania                                                                                       | Fantasy adventure                        |
| Congo                                              | Frank Marshall                          | Dylan Walsh, Laura Linney, Ernie Hudson                         | Statele Unite ale Americii                                                                                       | Adventure drama                          |
| Cutthroat Island                                   | Renny Harlin                            | Geena Davis, Matthew Modine, Frank Langella                     | Statele Unite ale Americii                                                                                       | Sea adventure                            |
| Far From Home: The Adventures of Yellow Dog        | Phillip Borsos                          | Mimi Rogers, Bruce Davison                                      | Statele Unite ale Americii                                                                                       | Family-oriented adventure                |
| First Knight                                       | Jerry Zucker                            | Sean Connery, Richard Gere, Julia Ormond                        | Statele Unite ale Americii                                                                                       | [ 70 ]                                   |
| The Horseman on the Roof                           | Jean-Paul Rappeneau                     | Olivier Martinez, Juliette Binoche, Isabelle Carré              | Franța | Romantic adventure                       |
| Jumanji                                            | Joe Johnston                            | Robin Williams, Bonnie Hunt, Kirsten Dunst                      | Statele Unite ale Americii                                                                                       | Fantasy adventure                        |
| Mortal Kombat                                      | Paul W.S. Anderson                      | Robin Shou, Linden Ashby, Bridgette Wilson                      | Statele Unite ale Americii                                                                                       | Fantasy adventure                        |
| Pocahontas                                         | Mike Gabriel, Eric Goldberg             | Mel Gibson, Irene Bedard, David Ogden Stiers                    | Statele Unite ale Americii                                                                                       | Animated Musical                         |
| Rob Roy                                            | Michael Caton-Jones                     | Liam Neeson, Jessica Lange, John Hurt                           | Statele Unite ale Americii                                                                                       | [ 75 ]                                   |
| Tom and Huck                                       | Peter Hewitt                            | Jonathan Taylor Thomas, Brad Renfro, Michael McShane            | Statele Unite ale Americii                                                                                       | Family-oriented adventure                |
| Toy Story                                          | John Lasseter                           | Tom Hanks, Tim Allen, Jim Varney                                | Statele Unite ale Americii                                                                                       | Animated Film, Family-oriented adventure |
| 1996                                               |                                         |                                                                 | |                                          |
| 101 Dalmatians                                     | Stephen Herek                           | Glenn Close, Jeff Daniels, Joely Richardson                     | Statele Unite ale Americii                                                                                       | Family-oriented adventure                |
| Alaska                                             | Fraser C. Heston                        | Thora Birch, Vincent Kartheiser, Dirk Benedict                  | Statele Unite ale Americii                                                                                       | Family-oriented adventure                |
| Dragonheart                                        | Rob Cohen                               | Dennis Quaid, David Thewlis, Pete Postlethwaite                 | Statele Unite ale Americii                                                                                       | Fantasy adventure                        |
| The Ghost and the Darkness                         | Stephen Hopkins                         | Michael Douglas, Val Kilmer, Tom Wilkinson                      | Statele Unite ale Americii                                                                                       | Adventure drama                          |
| Homeward Bound II: Lost in San Francisco           | David R. Ellis                          |                                                                 | Statele Unite ale Americii                                                                                       | Family-oriented adventure                |
| Le Jaguar                                          | Francis Veber                           | Jean Reno, Patrick Bruel, Harrisson Lowe                        | Franța | Adventure comedy                         |
| Matilda                                            | Danny DeVito                            | Mara Wilson, Danny DeVito, Rhea Perlman                         | Statele Unite ale Americii                                                                                       | Family-oriented adventure                |
| Muppet Treasure Island                             | Brian Henson                            | Tim Curry, Jennifer Saunders, Kevin Bishop                      | Statele Unite ale Americii                                                                                       | Family-oriented adventure                |
| The NeverEnding Story III                          | Peter MacDonald                         | Jason James Richter, Melody Kay                                 | Regatul Unit al Marii Britanii și al Irlandei de Nord · Germania                                                 | Fantasy adventure                        |
| The Quest                                          | Jean-Claude Van Damme                   | Jean-Claude Van Damme, Roger Moore, James Remar                 | Statele Unite ale Americii                                                                                       | [ 87 ]                                   |
| Star Trek: First Contact                           | Jonathan Frakes                         | Patrick Stewart, Jonathan Frakes, Brent Spiner                  | Statele Unite ale Americii                                                                                       | Space adventure                          |
| White Squall                                       | Ridley Scott                            | Jeff Bridges, Caroline Goodall, John Savage                     | Statele Unite ale Americii                                                                                       | [ 89 ]                                   |
| 1997                                               |                                         |                                                                 | |                                          |
| Le Bossu                                           | Philippe de Broca                       | Daniel Auteuil, Fabrice Luchini, Vincent Perez                  | Franța · Italia · Germania                                                                                       | [ 90 ]                                   |
| Dante's Peak                                       | Roger Donaldson                         | Pierce Brosnan, Linda Hamilton, Charles Hallahan                | Statele Unite ale Americii                                                                                       | Adventure drama                          |
| The Edge                                           | Lee Tamahori                            | Anthony Hopkins, Alec Baldwin, Elle MacPherson                  | Statele Unite ale Americii                                                                                       | Adventure drama                          |
| The Fifth Element                                  | Luc Besson                              | Bruce Willis, Milla Jovovich, Ian Holm                          | Franța | Space adventure                          |
| Into Thin Air: Death on Everest                    | Robert Markowitz                        | Nathaniel Parker, Richard Jenkins, Peter Horton                 | Statele Unite ale Americii                                                                                       | Adventure drama                          |
| Kull the Conqueror                                 | John Nicolella                          | Kevin Sorbo, Tia Carrere, Thomas Ian Griffith                   | Statele Unite ale Americii                                                                                       | Fantasy adventure                        |
| Mortal Kombat: Annihilation                        | John R. Leonetti                        | Robin Shou, Talisa Soto, James Remar                            | Statele Unite ale Americii                                                                                       | Fantasy adventure                        |
| Princess Mononoke                                  | Hayao Miyazaki                          |                                                                 | Japonia | Animated Film, Fantasy adventure         |
| The Second Jungle Book: Mowgli & Baloo             | Duncan McLachlan                        | Jamie Williams, Billy Campbell, Roddy McDowall                  | Statele Unite ale Americii                                                                                       | Family-oriented adventure                |
| Starship Troopers                                  | Paul Verhoeven                          | Casper Van Dien, Dina Meyer, Denise Richards                    | Statele Unite ale Americii                                                                                       | War adventure                            |
| Titanic                                            | James Cameron                           | Leonardo DiCaprio, Kate Winslet, Billy Zane                     | Statele Unite ale Americii                                                                                       | Sea adventure                            |
| True Heart                                         | Catherine Cyran                         | Kirsten Dunst, Zachery Ty Bryan, August Schellenberg            | Statele Unite ale Americii                                                                                       | Family-oriented adventure                |
| Twilight of the Ice Nymphs                         | Guy Maddin                              | Pascale Bussières, Nigel Whitmey, Shelley Duvall                | Canada | Fantasy adventure                        |
| Zeus and Roxanne                                   | George Miller                           | Steve Guttenberg, Kathleen Quinlan, Arnold Vosloo               | Statele Unite ale Americii                                                                                       | [ 103 ]                                  |
| 1998                                               |                                         |                                                                 | |                                          |
| A Bug's Life                                       | John Lasseter, Andrew Stanton           |                                                                 | Statele Unite ale Americii                                                                                       | Family-oriented adventure                |
| An American Tail: The Treasure of Manhattan Island | Larry Latham                            |                                                                 | Statele Unite ale Americii                                                                                       | Animated film,Family-oriented adventure  |
| Kirikou and the Sorceress                          | Michel Ocelot                           |                                                                 | Franța · Belgia · Luxemburg                                                                                      | Fantasy adventure                        |
| The Lion King II: Simba's Pride                    | Darrell Rooney, Rob LaDuca              | Matthew Broderick, Moira Kelly, Neve Campbell                   | Statele Unite ale Americii                                                                                       | Animated film, Family-oriented adventure |
| Lost in Space                                      | Stephen Hopkins                         | William Hurt, Mimi Rogers, Heather Graham                       | Statele Unite ale Americii                                                                                       | Space adventure                          |
| The Man in the Iron Mask                           | Randall Wallace                         | Leonardo DiCaprio, Jeremy Irons, John Malkovich                 | Statele Unite ale Americii                                                                                       | Adventure drama                          |
| The Mask of Zorro                                  | Martin Campbell                         | Antonio Banderas, Anthony Hopkins, Catherine Zeta-Jones         | Statele Unite ale Americii                                                                                       | [ 110 ]                                  |
| Pocahontas II: Journey to a New World              | Tom Ellery, Bradley Raymond             | Billy Zane, Irene Bedard, David Ogden Stiers                    | Statele Unite ale Americii                                                                                       | Family-oriented adventure                |
| Sphere                                             | Barry Levinson                          | Dustin Hoffman, Sharon Stone, Samuel L. Jackson                 | Statele Unite ale Americii                                                                                       | Science fiction adventure                |
| Star Trek: Insurrection                            | Jonathan Frakes                         | Patrick Stewart, Jonathan Frakes, Brent Spiner                  | Statele Unite ale Americii                                                                                       | Space adventure                          |
| 1999                                               |                                         |                                                                 | |                                          |
| Arthur's Quest                                     | Neil Mandt                              | Clint Howard, Eric Christian Olsen, Catherine Oxenberg          | | Fantasy adventure                        |
| Asterix and Obelix vs Caesar                       | Claude Zidi                             | Christian Clavier, Gérard Depardieu, Roberto Benigni            | Franța · Germania · Italia                                                                                       | Adventure comedy                         |
| Deep Blue Sea                                      | Renny Harlin                            | Thomas Jane, Saffron Burrows, Samuel L. Jackson                 | Statele Unite ale Americii                                                                                       | Sea adventure                            |
| The Mummy                                          | Stephen Sommers                         | Brendan Fraser, Rachel Weisz, John Hannah                       | Statele Unite ale Americii                                                                                       | Adventure comedy                         |
| Muppets from Space                                 | Tim Hill                                |                                                                 | Statele Unite ale Americii                                                                                       | Family-oriented adventure                |
| Star Wars I: The Phantom Menace                    | George Lucas                            | Ewan McGregor, Liam Neeson, Natalie Portman                     | Statele Unite ale Americii                                                                                       | Space adventure                          |
| Tarzan                                             | Chris Buck, Kevin Lima                  |                                                                 | Statele Unite ale Americii                                                                                       | Animated film                            |
| Three Kings                                        | David O. Russell                        | George Clooney, Mark Wahlberg, Ice Cube                         | Statele Unite ale Americii                                                                                       | War adventure                            |
| Toy Story 2                                        | John Lasseter, Lee Unkrich, Ash Brannon |                                                                 | Statele Unite ale Americii                                                                                       | Animated film, Family-oriented adventure |